# Rio Sèvre Nantaise
O rio Sèvre Nantaise é um rio francês que é afluente do rio Loire. Sua fonte está no departamento de Deux-Sèvres, perto de Secondigny. Ele corta os departamentos de Deux-Sèvres, Vendée, Maine-et-Loire e Loire-Atlantique. O Sèvre Nantaise desagua no rio Loire, na cidade de Nantes.
Da nascente até a foz, o rio Sèvre Nantaise faz um percurso total de 136 km.